# Trekol
Der Trekol (russisch ТРЭКОЛ) ist ein 2,5 Tonnen schwerer russischer Geländewagen. Er wird vom russischen Zivilschutz eingesetzt.

## Beschreibung

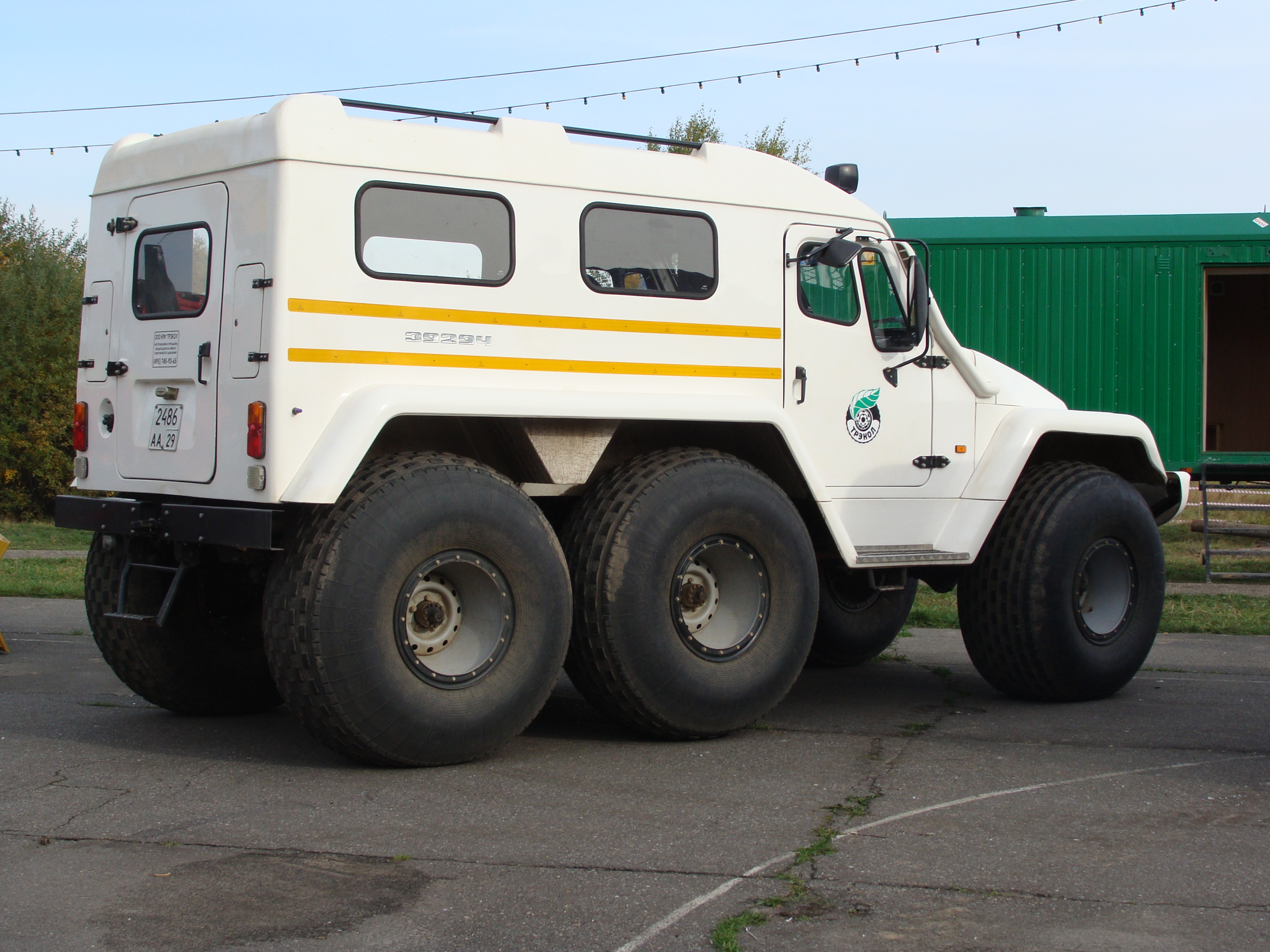
Trekol

Das Fahrzeug ist sehr geländegängig und hat amphibische Eigenschaften.
Seine großen Reifen mit einem sehr geringen Luftdruck erzeugen einen Druck von 100 g pro cm², so dass er über einen Menschen fahren kann, ohne ihn zu verletzen.